# 二世西川鯉三郎
二世西川鯉三郎（にせい にしかわ こいさぶろう、1909年12月27日 - 1983年7月31日）は、東京府出身の日本舞踊家。名古屋西川流二世家元。本名は近藤茂、旧姓は星合茂。西川幾の弟子・西川石松の孫娘司津の婿養子となって二代目西川鯉三郎を襲名し、名古屋をどりを始めた。
名古屋西川流の流祖・初世西川鯉三郎とは無関係。
東京都新宿区に本部を置く「西川流®」（一般財団法人 西川流）とも無関係。

## 来歴
1909年12月27日、東京市浅草区（現・東京都台東区浅草）生まれ。1917年、6代尾上菊五郎に入門し、尾上菊丸のちに尾上志げると名のる。また、6代藤間勘十郎に舞踊を習う。1923年、6代尾上菊五郎出演の新歌舞伎十八番の内鏡獅子で、胡蝶に抜擢された。9代市川團十郎の長女市川翠扇から「胡蝶は弟子がやる役じゃない」と強硬に反対されたが6代尾上菊五郎が押し通して、御曹司が務める役を部屋子が演じるのは初めてで、3回務めた。1928年「七曜座」結成。1929年、6代尾上菊五郎から破門され、1933年に帰参を許された。1936年に公開された小津安二郎監督、6代尾上菊五郎主演、松竹製作の映画「鏡獅子」に、初代尾上菊之丞と一緒に胡蝶を演じた。
1936年5月28日、6代尾上菊五郎の勧めもあり、西川幾の弟子西川石松の孫娘司津の婿養子となり、西川茂を名乗る（司津も6代尾上菊五郎に師事していた）。1940年、2代目西川鯉三郎を襲名し、名古屋西川流二世家元となった。2代目鯉三郎は亡くなるまで周囲に「名古屋に行き東京に帰る」と漏らしていた。鯉三郎襲名と家元襲名もすんなりとは行かず、名取試験も一般受験者と同列扱、しかも当時の名古屋西川流の規則で「名取になっても2年間素行期間を見る」ということで、正式な家元襲名はだいぶ年数がたっていた。
1945年9月、名古屋をどりが始まり、「白鳥は来たりぬ」の奇抜な衣装や装置を巡り、「芸術か舞踊か」の大論争になった。1954年1月、東京の稽古場を虎ノ門から築地に移転。1955年1月「三都名流舞踊会」に出演し、6代尾上菊五郎直伝の「鏡獅子」を踊った。1962年、自宅稽古場を名古屋市中区本重町（現在の名古屋市中区錦三丁目）から、名古屋市瑞穂区に移転。1975年3月、第1回「NHK古典芸能鑑賞会」に出演し、常磐津「山姥（山めぐり）」を素踊りで踊った。1979年9月、第33回名古屋をどりで十八番の清元「隅田川」を務めた。1980年1月、国立劇場で喜撰を長女左近と踊った。1980年9月、第34回名古屋をどりで大和楽「三十石の夜舟」で素踊りを踊ったのが最後の舞台となった。1983年7月31日、順天堂病院でパーキンソン病により死去。享年73。

### 人物
女形を得意とし、喜撰、座頭、傀儡師、山姥(山めぐり)などを素踊りで踊った。素踊りの時は名古屋西川流の紋ではなく、尾上菊五郎家の紋を使用した。武原はんの「山姥」や「雁金」は鯉三郎が振付した。
初代水谷八重子、山田五十鈴、京マチ子、淡島千景、山本富士子らに、日本舞踊の指導をした。新橋の東をどり、赤坂の赤坂をどり、柳橋のみどり会（柳橋芸妓組合は廃業）の構成、演出、振付を担当し、新橋の東をどりのまり千代、小くに、染福に指導した。また、名古屋名妓をどり、大阪北新地（大阪をどり）、金沢の芸者衆を指導した。日本舞踊協会公演や中京五流舞踊公演にも出演した。
17代目中村勘三郎、2代目尾上松緑、長谷川一夫とは歌舞伎俳優時代から交友があり、17代目勘三郎の著書「自伝やっぱり役者」に鯉三郎との様子が書かれている。1966年1月、勘三郎、松緑、長谷川一夫と北条秀司作「仇
ゆめ」で3人共演した。1967年、国立劇場主催「天明の舞踊公演」の「傾城」と「五条橋」で8代坂東三津五郎と共演した。
4代坂田藤十郎は2009年7月にNHK教育テレビ『芸能花舞台』「伝説の至芸・二世西川鯉三郎」で、1951年12月名古屋御園座で演じた鏡獅子の稽古の様子を、平岩弓枝、利根川裕、淡島千景も在りし日の思い出を語った。